# Nordi Mukiele
Nordi Mukiele (ur. 1 listopada 1997 w Montreuil) – francuski piłkarz pochodzenia kongijskiego, występujący na pozycji obrońcyw niemieckim klubie Bayer 04 Leverkusen oraz w reprezentacji Francji.

## Życiorys
Jest pochodzenia kongijskiego. W czasach juniorskich trenował w Paris FC (2004–2013) i Stade Lavallois (2013–2014). W latach 2014–2017 występował w seniorskim zespole Laval. 6 stycznia 2017 odszedł za około 1,5 miliona euro do pierwszoligowego Montpellier HSC. W Ligue 1 zadebiutował 21 stycznia 2017 w przegranym 0:2 meczu z FC Metz. Do gry wszedł w 46. minucie, zmieniając Mathieu Deplagne. 30 maja 2018 ogłoszono, że został nowym piłkarzem niemieckiego RB Leipzig. Podpisał z nim pięcioletni kontrakt, a kwota transferu wyniosła około 16 milionów euro.

## Sukcesy

### RB Leipzig
- Puchar Niemiec: 2021/2022

### Paris Saint-Germain
- Mistrzostwo Francji: 2022/2023
- Superpuchar Francji: 2022